# Heilige Geestkathedraal (Mombassa)
De Heilige Geestkathedraal (Engels: Holy Ghost Cathedral) is de belangrijkste rooms-katholieke kerk in de Keniaanse stad Mombassa. Het is de zetel van de aartsbisschop van Mombassa
De eerste katholieke missie van Mombassa werd in 1889 gesticht door pater Alexander le Roy, een missionaris van de Congregatie van de Heilige Geest. De residentie en de kapel van de eerste missionarissen bevonden zich in Ndia Kuu, de oude stad Mombassa, maar in 1895 waren de leefomstandigheden ondraaglijk geworden en was het nodig om een groter gebouw te bouwen. In januari 1898 kochten de missionarissen hectare in het Makadara-gebied, waar tegenwoordig de kathedraal staat. De kerk was op paaszondag 1898 af, maar enkele jaren later was het gebouw al te klein om ruimte te bieden aan het groeiend aantal gelovigen. In 1919 werden plannen gemaakt om een nieuwe kerk te bouwen en in 1923 was de kerk gereed. In mei 1955, met de oprichting van het bisdom Mombassa en Zanzibar, werd de kerk tot kathedraal verheven.
De kerk is gebouwd in neoromaanse stijl en heeft twee torens. In de kerk bevindt zich een marmeren hoogaltaar. De kerk heeft glas-in-loodramen met afbeeldingen van onder meer Sint-Franciscus Xaverius en Sint-Patricius.